# 薮内清
薮内 清（藪内 清、やぶうち きよし、1906年（明治39年）2月12日 - 2000年（平成12年）6月2日）は、日本の天文学者・科学史学者（中国科学史）。京都大学名誉教授。初めは天文学の研究者であったが、新城新蔵の影響を受けて古代中国の暦法の研究へ転じた。

## 来歴
兵庫県神戸市生まれ。甲陽中学校、旧制大阪高等学校（現大阪大学）理科丙類を経て、昭和4年（1929年）京都帝国大学理学部宇宙物理学科卒業。
1929年、京都帝国大学副手、1935年（昭和10年）東方文化学院（現京都大学人文科学研究所）京都研究所嘱託、後に同研究員。1948年（昭和23年）京都大学研究員、1949年（昭和24年）同大人文科学研究所教授として、共同研究などにより中国科学史研究を世界的水準で進め高めた。1967年（昭和42年）同所長。その間、1955年（昭和30年）から日本天文学会副理事長を務めた。1969年（昭和44年）京都大学を定年退官し、同名誉教授。昭和44年から1979年（昭和54年）まで龍谷大学教授。1983年より日本学士院会員。

## 受賞・栄典
- 1970年（昭和45年）：紫綬褒章を受章。
- 1970年（昭和45年）：朝日賞を受賞。
- 1972年（昭和47年）：アメリカ科学史会ジョージ・サートン・メダルを受章。
- 1976年（昭和51年）：勲二等瑞宝章を受章。
- 1979年（昭和54年）1月：講書始の儀で「中国の天文暦法」を進講。

## 研究内容・業績

### 小惑星への命名
薮内の名は1953年4月7日にカール・ラインムートによって発見された小惑星に名付けられた。薮内の名がつけられた小惑星については(2652) Yabuutiを参照。

## 著書

### 単著
- 『支那の天文学』（恒星社厚生閣 1943年）
  - 『中国の天文学』（恒星社厚生閣 1949年）
- 『支那数学史概説』（山口書店 1944年）
- 『支那数学史』（山口書店 1944年）
- 『隋唐歴法史之研究』 東方文化研究所東洋暦術調査事業報告（三省堂 1944年）
  - 『増訂 隋唐暦法史の研究』（臨川書店 1989年）
- 『ギリシヤ科学の精神』（全國書房 1946年）
- 『近世天文学史』（恒星社厚生閣 1947年）
- 『自然科学史 第1』（恒星社厚生閣 1952年）
- 『天文学史』（朝倉書店 1955年）
- 『一般天文学』（恒星社厚生閣 1963年、新版1981年）
- 『中国古代の科学』（角川新書 1964年／講談社学術文庫 2004年）
- 『中国の科学文明』（岩波新書 1970年）- 度々復刊
- 『中国の天文暦法』（平凡社 1969年 再版1975年、改訂増補1990年）
- 『中国文明の形成』（岩波書店 1972年）- 復刊1994年、2002年
- 『中国の科学と日本』（朝日新聞社 1972年／朝日選書 1978年）
- 『中国の数学』（岩波新書 1974年）- 復刊1991年、1996年
- 『歴史はいつ始まったか』（中公新書 1980年）
- 『科学史からみた中国文明』[2]（日本放送出版協会〈NHKブックス〉1982年）

### 著作集
- 『藪内清著作集』 臨川書店、2017年12月 - 2023年11月

1. 『定本 中国の天文暦法』
2. 『漢書律暦志の研究／隋唐暦法史の研究』
3. 『天文学史 I』
4. 『天文学史 II』
5. 『科学史／技術史』
6. 『自然科学史／数学史／医学史』
7. 『欧文』
8. 『補遺／総索引』

### 共著
- 『地球と月・地球及び月の運動』（恒星社厚生閣 圖説天文講座 1937年）
- 『漢書律暦志の研究』（東方文化研究所研究報告）能田忠亮共著（全國書房 1947年／改訂版・臨川書店、1979年）
- 『星座・中国・朝鮮・日本・印度の星座』 野尻抱影編（新天文学講座1：恒星社厚生閣 1964年、新版1977年）
- 『天文学の歴史・東洋天文学』（新天文学講座12：恒星社厚生閣 1964年、新版1977年）
- 『科学史概説』 石蔵甚平共著（朝倉書店 1965年、新版1982年）
- 『元号を考える』（現代評論社 1977年）- 元号法制定反対の目的で刊行[3]
- 『授時暦 訳注と研究』 中山茂共著（新版 アイ・ケイコーポレーション 2006年）

### 編著・解説
- 『世界の名著 続1 中国の科学』（中央公論社 1975年、新版・中公バックス 1979年）
- 『科学の名著2 中国天文学・数学集』（川原秀城・橋本敬造 共編訳、朝日出版社 1980年）
- 『天工開物の研究』京都大学人文科学研究所研究報告（恒星社厚生閣 1953年）- 平凡社版の訳書は改訂版
- 『立杭窯の研究 技術・生活・人間』 京都大学人文科学研究所研究報告（恒星社厚生閣 1955年）
- 『中国中世科学技術史の研究』（角川書店 1963年／臨川書店 1998年）
- 『江戸時代の科学器械』 宗田一ほか共編（恒星社厚生閣 1964年）
- 『宋元時代の科学技術史』 京都大学人文科学研究所 （臨川書店 1967年／朋友書店 1997年）
- 『明清時代の科学技術史』 吉田光邦ほか共編・京都大学人文科学研究所（臨川書店 1970年／朋友書店 1997年）
- 『明治前日本天文学史』（日本学士院 同刊行会編、1960年、復刊1979年）

### 訳書
- ジェイムズ・ホプウッド・ジーンズ『神秘の宇宙』（恒星社厚生閣 1937年）
- ジェイムズ・ホプウッド・ジーンズ『新物理學の宇宙像』（恒星社厚生閣 1937年）
- 李儼『支那数學史』（島本一男共訳、生活社 1940年）
- プトレマイオス『アルマゲスト』（恒星社厚生閣 上 1949年、下 1958年／改訂版 全1巻 1982年、新版1993年）
- ジュン・グランエ『時間の測定』（白水社・文庫クセジュ、1953年）
- ガリレオ・ガリレイ『星界の報告、太陽黒点論』（河出書房新社「世界大思想全集（第2期・31）社会・宗教・科学思想篇」、1963年）- 岩波文庫版は弟子による改訳
- 宋応星『天工開物』（平凡社東洋文庫、1969年）。ワイド版2004年／改訂版・平凡社ライブラリー、2022年
- デビッド・バーガミニ『数の世界』（タイムライフブックス、1973年）
- 『ヘベリウス星座図絵』（地人書館、1977年、新版1993年）
- トーマス・フランシス・カーター『中国の印刷術 その発明と西伝』（L.C.グッドリッチ編、石橋正子共訳、平凡社東洋文庫〈全2巻〉、1977年）。ワイド版2006年
- 『墨子』（平凡社東洋文庫、1996年）。ワイド版2009年 - 元版は 平凡社「中国古典文学大系 5」に所収。

### 監修・回想
- ジョゼフ・ニーダム『中国の科学と文明』（監修、全11巻、思索社 1991年）、新装版・新思索社
- ニーダム『中国科学の流れ』（牛山輝代訳、思索社 1984年）、解説
- 『東洋の科学と技術 藪内清先生頌寿記念論文集』（同朋舎出版 1982年）
- 『東方学 第115号 「先学を語る」――薮内清博士』（東方学会、2008年1月）

弟子の座談（中山茂・橋本敬造・矢野道雄・山田慶児・武田時昌）での回想